# Ninjago: Aufstieg der Drachen/Staffel 2
Dieser Artikel behandelt die zweite Staffel der computeranimierten Fernsehserie Ninjago: Aufstieg der Drachen. Der erste Teil der Staffel erschien am 4. April 2024 in den USA auf Netflix, in Deutschland bereits am 25. März auf Super RTL. Der zweite Teil erschien am 26. Juli 2024 in den USA auf Peacock, der internationale Start war am 3. Oktober 2024.

## Produktion

### Synchronisation
Das Dialogbuch stammt wie in der ersten Staffel von Benedict Fischer, wie auch die Dialogregie von Michael Wiesner.
| Charakter                | Originalsprecher    | Deutscher Sprecher        | Episoden                |
| Protagonisten            | Protagonisten       | Protagonisten             | Protagonisten           |
| ------------------------ | ------------------- | ------------------------- | ----------------------- |
| Arin                     | Deven Mack          | Maximilian Artajo         | 1–20                    |
| Sora                     | Sabrina Pitre       | Julia Bautz               | 1–20                    |
| Riyu                     | Brian Drummond      | Brian Drummond            | 1–17, 20                |
| Lloyd Garmadon           | Sam Vincent         | Christian Zeiger          | 1–20                    |
| Kai                      | Vincent Tong        | Wanja Gerick              | 1–10, 12–18, 20         |
| Nya                      | Kelly Metzger       | Magdalena Turba           | 2–17, 20                |
| Zane                     | Brent Miller        | Toni Michael Sattler      | 1–10, 12–20             |
| Cole                     | Andrew Francis      | Dirk Stollberg            | 4–10, 12–20             |
| Wyldfyre                 | Kazumi Evans        | Magdalena Höfner          | 2–20                    |
| Antagonisten             |                     |                           |                         |
| Lord Ras                 | Brian Drummond      | Dirk Bublies              | 1–5, 7–11, 13–20        |
| Jordana                  | Diana Kaarina       | Samina König              | 1–5, 8–11, 13–20        |
| Cinder                   | Ian Hanlin          | Fabian Oscar Wien         | 1–3, 8–11, 13–16, 20    |
| Nokt                     | Deven Mack          | Martin Sabel              | 9–11, 13–20             |
| Rox 1                    | Emily Tennant       | Peggy Pollow              | 19–20                   |
| Zarkt                    | Michael Adamthwaite | Thomas Schmuckert         | 14                      |
| Weitere Charaktere       |                     |                           |                         |
| Kreel                    | Kelly Sheridan      | Anja Nestler              | 1                       |
| Mr. Alfonzo Frohicky     | Andrew McNee        | Michael Wiesner           | 1–5                     |
| Percival Tartigrade      | Aidan Drummond      | Marco Rosenberg           | 2                       |
| Euphrasia                | Bethany Brown       | Jenny Maria Meyer         | 2, 10, 12, 16, 20       |
| Meister Wu               | Paul Dobson         | Reinhard Scheunemann      | 3, 5, 15, 19            |
| Quelldrache der Bewegung | Diana Kaarina       | Julie Bonas               | 3, 11–12, 18, 20        |
| Jay                      | Michael Adamthwaite | Sebastian Kluckert        | 3, 7–8                  |
| Bonzle                   | Michelle Creber     | Isabella Vinet            | 4–10, 12, 14, 17, 19–20 |
| Geo                      | Peter Kelamis       | Konrad Bösherz            | 4–6, 14, 17, 20         |
| Egalt                    | Andrew Francis      | Joachim Kaps              | 4–7, 10, 12             |
| Rontu                    | Kazumi Evans        | Daniela Hoffmann          | 4–7, 10, 12             |
| Dorama                   | Mackenzie Gray      | Sebastian Christoph Jacob | 6                       |
| Agentin Underwood        | Rhona Rees          | Bettina Kenney            | 7, 11                   |
| Agent Allen              | Michael Adamthwaite | Alexander Gier            | 7–8, 11                 |
| Gandalaria               | Tabitha St. Germain | Daniela Reidies           | 7–10                    |
| Rapton                   | Giles Panton        | Tommy Morgenstern         | 11                      |
| Frak                     | David Kaye          | Tom Raczko                | 12–14, 16–18, 20        |
| Roby                     | Ryan Beil           | Dirk Petrick              | 12–20                   |
| Bleckt                   | Vincent Tong        | Matthias Klages           | 12–20                   |
| Tox                      | Tabitha St. Germain | Jenny van der Wall        | 13, 16, 20              |
| Zeatrix Vespasian-Orus   | Nicole Oliver       | Rubina Nath               | 13, 16–18               |
| Mr. Pale                 | Ian Hanlin          | Florian Clyde 2           | 16                      |

### Animation
Die Animation übernahm wie in der vorherigen Staffel WildBrain.

### Mitwirkende
Die Regie übernahmen erneut Daniel Ife und Shane Poettcker im Wechsel, wobei Allan Phan Poettcker diesmal in zwei Episoden zur Seite stand. Kevin Burke und Chris „Doc“ Wyatt sind die Hauptautoren der Serie, jedoch wurde der Großteil der Staffel von Liz Hara, Tanya Yuson, Hanah Lee Cook, Eugene Son und Glen Lakin geschrieben.

## Handlung
Als alles friedlich in den verbundenen Welten zu sein scheint, tauchen Ras, Jordana und der neue Elementarmeister des Rauchs, Cinder, auf, mit dem Ziel, verbannte Elementarmeister zurückzuholen.

### Teil 1
Lord Ras und Jordana gelangen an einen riesigen Wolfstempel in Wyldness, wo sie auf ihren dritten Rekruten warten. Im Kloster sucht Arin verzweifelt nach Informationen zu seinen Eltern, während Lloyd Albträume plagen. Kurz darauf erfahren Arin und Sora, dass in letzter Zeit vermehrt in Antiquitätenläden eingebrochen wurde. So erwischen Arin, Sora und Lloyd den Dieb, welcher sich als Meister des Rauchs offenbart. Der Meister namens Cinder und seine Wolfsmasken-Krieger entwischen mit ihrem Fund, einem antiken Hammer, woraufhin Lloyd bemerkt, dass seine Albträume vom Blutmond und den Wolfsmasken Visionen sind. Cinder gelangt zurück zum Tempel, wo Ras den Hammer auf einen antiken Gong schwenkt, woraufhin die Wolfsmasken an Kraft gewinnen. Mit dieser übernehmen sie das Wolkenkönigreich, weswegen Euphrasia die Ninja zur Hilfe holt, welche von Cinder besiegt werden, da er wegen des Gongs eine höhere und verbotene Form des Spinjitzus, Zerstörungsspin, nutzen kann.
Während Cinder im Wolkenkönigreich sein Zerstörungsspin trainiert, suchen die Ninja nach einer Möglichkeit, es zu besiegen. Lloyd meditiert draußen stundenlang vor Meister Wus Gemälde und ruft aus Verzweiflung nach den sieben Quelldrachen, welche ihm kurz darauf in einer Vision erscheinen und ihm den Weg weisen. Sie fliegen mit dem Flugschiff zu ihrem Ziel und müssen dort durch eine Höhle mit schnappenden Tentakeln, woraufhin sie weitergehen und Visionen von ihren Ängsten haben; Sora von Beatrix und Ras, Nya von Jay, der sein Gedächtnis verloren hat und Lloyd von Wu, welcher ihm den Meister-Posten nicht zutraut. Sie wachen auf und laufen weiter, wo sie einen Abgrund hinunterspringen. An ihrem Ziel angekommen taucht plötzlich ein angsteinflößender Drache auf.
Die Freunde Coles im Land der verlorenen Dinge, Geo (Elementarmeister der Fusion; Munk mit dem Aussehen eines Geckles), Bonzle (Skelett), Fritz und Spitz (zwei kleine Kinder) beschäftigen sich, während sie auf die Rückkehr Coles warten, als das Wolkenkönigreich bei ihnen ankommt und Wolfsmasken hinunterstürmen. Währenddessen kämpfen die Ninja gegen den Drachen, als sie es schaffen, das Tor des Palasts zu öffnen. Ein weiblicher Drache namens Rontu kommt heraus und stellt sich und den anderen Drachen, Egalt, als die sogenannte Macht aus dem Osten vor. Die Ninja erzählen von ihrem Problem und nach längerer Überlegung und Anzweiflungen beschließen die beiden, den Ninja zu helfen, damit die Verbannten Fünf nicht freikommen; so waren die beiden es, die sie verbannt haben. Die Wolfsmasken versuchen, Bonzle mitzunehmen, als jedoch Cole zurückkommt und zur Rettung eilt. In ihrer mit Elementarkraft erbaute Schutzhöhle versuchen sie, ein Portaltor zu aktivieren. Sie schaffen es und gelangen in den Klosterkeller, werden jedoch von den Wolfsmasken dorthin verfolgt.
Während Sora und Riyu unter Rontu trainieren, um Spinjitzu zu lernen, werden Lloyd, Arin, Kai und Nya von Egalt belehrt, um die Kampftechnik des Aufsteigenden Drachens zu erlernen, welche der einzige Weg ist, das Zerstörungsspin zu besiegen, während Wyldfyre aufgrund einer Verletzung im Kampf gegen Cinder nicht trainieren kann. Im Kloster erzählt Bonzle ihren Freunden, warum der Wolfsclan sie mitnehmen wollte; sie ist der Zauber, der die Verbannten Fünf besiegt hat. Sie wurde von einer mächtigen Zauberin im Auftrag Egalts und Rontus erschaffen und schwirrte, statt sich kurz darauf aufzulösen, noch Jahrhunderte nach ihrer Verwendung umher, bis sie eines Tages auf Meister Wu traf, der den Rat gab, eine Form anzunehmen, woraufhin sie sich in ihre Skelett-Form verwandelte. Sie kommen zu dem Entschluss, dass wenn sie es war, die die Verbannten Fünf verbannt hat, sie sie auch wieder befreien kann und beschließen, nach Mysterium zu reisen. Währenddessen versucht Jordana, Bonzle ausfindig zu machen, als Ras schwebt in die Luft und per Vision eine Anweisung seines Meisters für das Blutmond-Ritual erhält. Bonzle, Cole und Zane beschließen nach Mysterium zu reisen, um Bonzles Schöpferin zu finden, damit sie Bonzle verstecken kann. Die anderen Ninja trainieren unterdessen bei Egalt und Rontu. Da Arins Spinjitzu für Probleme sorgt, wird er vom Training der Technik des aufsteigenden Drachens zum Spinjitzu-Training zurückgestuft. Die Karte von Bonzle und den zwei Ninja führt sie direkt zu Dorama, welcher sie zum Schauspieltraining zwingt. Mithilfe von Bonzles Magie schaffen sie es zu entkommen und gelangen schließlich nach Imperium, wo sie ein Kloster, welches exakt so aussieht wie das Kloster des Spinjitzu, auffinden. Dort angekommen finden sie auch schon Bonzles Schöpferin, Gandalaria auf, welche glücklich erscheint, Bonzle zu sehen. Anschließend erscheinen jedoch Agenten der Verwaltung, da Zane aus ihr geflohen ist.
Die anderen Ninja trainieren weiter, als Kai es mit Nyas Hilfe schafft, die Technik des aufsteigenden Drachens anzuwenden. Gerade, als Rontu und Egalt ihm gratulieren, erscheint auch schon der Blutmond und die beiden Drachenmeister erstarren zu Stein. Während Lloyds Visionen ihn, Arin, Sora, Riyu, Kai und Nya nach Wyldness führen, schaffen die anderen beiden es mit Bonzle und Gandalaria, vor den Agenten der Verwaltung, inklusive Jay, zu entkommen und ebenfalls nach Wyldness zu reisen, um in Gandalarias magischen Lagerhaus nach Schutz für Bonzle zu suchen. Als Gandalaria Bonzle per Zauber in einer Kiste einsperrt, kommt Jordana herein, sperrt Gandalaria, Zane und Cole in einer Imperium-Barriere ein und nimmt Bonzle mit. Währenddessen verkleiden sich Lloyd, Sora und Wyldfyre als Wolfsmasken, um das Ritual zu infiltrieren, als Arin und Riyu Jordanas Fahrzeug übernehmen, welches Lord Ras jedoch kurzerhand wiederholt.
Gandalaria, Zane und Cole schaffen es aus dem abgesperrten Lagerhaus zu fliehen und machen sich auf dem Weg zum schiefliegenden Wolkenkönigreich, welches sie mithilfe von Coles Mech und Gandalarias Zaubern wieder geraderücken. Währenddessen versammeln sich die anderen Ninja beim Schattendojo, wo das Blutmondritual gerade beginnt. Kai benutzt die Technik des aufsteigenden Drachens, jedoch wird er von Lord Ras in das Portal geschickt, wofür einer der Verbannten Fünf, Nokt, herauskommt. Bonzle schließt kurz vor der zweiten Befreiung eines Verbannten, dessen Seele scheinbar in Jordana hineinfliegt, das Portal, woraufhin das Schattendojo wie auch alle Mitglieder des Wolfsclans in eine andere Dimension teleportiert werden und Egalt und Rontu werden befreit. Bonzle und Kai treffen aufeinander in der Hoffnung, einen Weg zurückzufinden.

### Teil 2
Arin und Sora sind auf einer Mission im Reich des Irrsinns, als sie mitbekommen, wie die Drachen-Matriarchin der Bergdrachen abstürzt. Die Ninja und ihre Drachen versammeln sich bei ihr, und als sie feststellen, dass ihr ihre Hornkrone fehlt, stirbt sie kurz darauf und ihr Kind kommt hervor. Als sie den neuen Matriarchen zu seinem Stamm bringen, werden sie von den Krallen des Imperiums angegriffen, die sich nun Freibeuter nennen. Mithilfe der Drachen schaffen es die Ninja, sie abzuwimmeln. Als sie zurück im Kloster sind, erscheint der Quelldrache der Bewegung vor ihnen und erzählt ihnen, dass die Quelldrachen in Gefahr seien und die Ninja, um die Gefahr abzuwenden, am Turnier der Quellen teilnehmen müssen, zu dem daraufhin Euphrasia, Geo und weitere Elementarmeister Einladungen bekommen – außer die Ninja. Nichtsdestotrotz machen sie sich auf den Weg zur Stadt der Tempel und werden dort von Roby, dem Turnierleiter, und Bleckt, Robys Onkel und der Minister Hauptbuchs, empfangen. Arin trifft daraufhin auf seinen alten Freund Frak, der sich als Elementarmeister des Bebens offenbart. Bei ihrem Rundgang treffen sie ebenfalls auf Zant-Tanz, der bis zu seiner Einladung selbst nicht von seinem Element wusste – Pflanzen.
Am Abend begeben sie sich zum Festmahl, wo plötzlich Beatrix’ hereinstürmt – jedenfalls denken die Ninja das, bis sie sich als Beatrix’ Zwillingsschwester Zeatrix offenbart – und sich beschwert, da sie nicht eingeladen wurde. Schließlich darf sie jedoch am Turnier teilnehmen und der Abend geht friedlich zu Ende, als sich ein Bot bei ihnen einschleicht. Sie fangen ihn und entdecken eine Waffe in seiner Hand, die aus dem Muttergarten stammt. Da als Täter des Eindringens deshalb nur Zant-Tanz in Frage kommt, muss er das Turnier verlassen. Arin glaubt nicht, dass Zant-Tanz schuldig ist und macht sich deswegen auf die Suche nach Hinweisen, während Wyldfyre sich Roby nähert und Sora entdeckt, dass Ras Fraks Meister ist. Kurz darauf beginnt der erste Wettkampf – Zane gegen Zur, den Meister der Reflexe. Zur tritt Zane aus der Arena, wodurch er Zanes Elementarkräfte bekommt. So gibt Roby das nächste Duell bekannt und Nya ist schockiert, als ihr Gegner offenbart wird; es ist Jay. Dieser ist jetzt in Ras’ Team und erinnert sich nicht mehr an die Ninja. Trotz Nyas Trauer besiegt sie Jay, während Bonzle und Kai im Niemandsraum entdecken, dass sie durch Riyus Schuppen auf Kais Anzug mit ihm kommunizieren können.
Am nächsten Tag tritt Sora gegen Kizzy, die Elementarmeisterin der Balance auf einem Hochseil an. Sora macht sich die Hindernisse zu eigen und erhält so die Elementarkraft von Kizzy. Im Kampf Wyldfyre gegen Cinder ist Wyldfyre zu sehr auf Rache wegen Kais Verschwinden aus, was ihr ihre Elementarkraft kostet. Nach dem Kampf begibt sich Cinder zu den Ninja und täuscht vor, von ihnen verletzt zu werden, weswegen sie beinahe aus dem Turnier fliegen und ein Rennen gegen einen Tempodrachen fahren müssen. Währenddessen schleichen sich Arin und Riyu bei Ras ein, der ihn erwischt und ihm erzählt, Meister Wu habe die Verschmelzung ausgelöst und dass er diese nur umkehren will. Arin glaubt ihm nicht wirklich und Ras lässt ihn und Riyu laufen, während die anderen Ninja das Rennen gewinnen. Daraufhin finden die nächsten Wettkämpfe statt. Nach den Wettkämpfen begibt Arin sich zu Frak, der ihm Dank Ras' Rat, das Schicksal zu erzwingen, erstmals perfektes Spinjitzu ausführt. Nicht lange darauf begeben sie sich wieder zu der Turnier-Arena.
Am Abend wird Cole von Wus Geist zu einem mysteriösen Kloster in der Nähe der Stadt der Tempel geführt. Am Tag darauf machen sich die Ninja zum Trainieren fertig, als Kai und Bonzle es schaffen, durch Riyus Elementarfunken eine Brücke zu Nya zu schaffen, wodurch sie die beiden hören kann, während Arin Detektivarbeiten anstellt, um herauszufinden, was die Gefahr für die Quelldrachen herauszufinden. Vor dem nächsten Wettkampf gibt Cole Frak einen Rat, wie er die Kraft der Erde einsetzen solle, woraufhin die nächsten Wettkämpfe stattfinden. Als Lloyd gegen Zeatrix antritt, gewinnt Lloyd zwar, jedoch nicht ohne Konsequenzen – aus Wut und Rache springt Zeatrix zurück in die Arena und stößt Lloyd ein Schwert gegen die Brust, der einen schweren Schaden erleidet. Während Arin weiterhin versucht herauszufinden, wer die Quelldrachen bedroht und sich beim verdächtigten Bleckt einschleichen, muss Lloyd sich erholen. Als er wieder aufwacht, kommt er beinahe zu spät zum nächsten Duell gegen Nokt. Dieses endet jedoch schnell, als Bleckt in den Regeln liest, dass man verletzt nicht am Turnier der Quellen teilnehmen darf, weswegen er Nokt zum Sieger kürt.
Das letzte Spiel steht an – Sora gegen Nokt. Während des Duells begeben sich Arin und Cole zum Kloster, das Cole zuvor gefunden hatte, wo sie Portaltore zu allen Welten auffinden, sowie auch die gestohlenen Hornkronen. Sie versuchen noch, die Hornkronen fortzuschaffen, jedoch gewinnt Nokt, ehe sie sich versehen das Duell. Daraufhin erscheinen Wyldfyre und Zur und enthüllen, dass Bleckt insgeheim Ras geholfen hatte, damit die Ninja möglichst nicht gewinnen. So soll Bleckt unter anderem Zanes Eis schneller schmelzen lassen haben, damit er selbst zum Zeremonienmeister wird. Daraufhin hintergeht Nokt Ras und Roby und enthüllt, dass der Geist von seiner Schwester Rox in Jordana steckt. Schnell gelangen sie zum Kloster der Tore, wo Nokt mithilfe aller gesammelten Elementarkräfte den Rest der Verbannten Fünf befreit. Schnellstmöglich fliehen sie durch das Portal ins Wolkenkönigreich und schleifen Ras mit sich. Da Arin Ras jedoch braucht, um seine Eltern zu finden, rennt er ihnen hinterher und die anderen Ninja schaffen es nicht, ihn aufzuhalten, woraufhin Arin und der bewusstlose Ras sich in einer fremden Welt wiederfinden.

## Episodenliste
| Nr. (ges.) | Nr. (St.) | Deutscher Titel                   | Originaltitel              | Regie                        | Drehbuch                        | Premiere USA  | Dt. Premiere D |
| Teil 1     | Teil 1    | Teil 1                            | Teil 1                     | Teil 1                       | Teil 1                          | Teil 1        | Teil 1         |
| ---------- | --------- | --------------------------------- | -------------------------- | ---------------------------- | ------------------------------- | ------------- | -------------- |
| 21         | 1         | Der Blutmond                      | The Blood Moon             | Daniel Ife                   | Kevin Burke & Chris „Doc“ Wyatt | 4. Apr. 2024  | 25. März 2024  |
| 22         | 2         | Gong der Zerstörung               | Shattered Dreams           | Allan Phan & Shane Poettcker | Liz Hara                        | 4. Apr. 2024  | 25. März 2024  |
| 23         | 3         | Jenseits der Vision               | Beyond The Phantasm Cave   | Daniel Ife                   | Tanya Yuson                     | 4. Apr. 2024  | 26. März 2024  |
| 24         | 4         | Die Macht aus dem Osten           | Force From The East        | Allan Phan & Shane Poettcker | Hanah Lee Cook                  | 4. Apr. 2024  | 27. März 2024  |
| 25         | 5         | Eine echte Familie                | The Spell At The Waterfall | Daniel Ife                   | Kevin Burke & Chris „Doc“ Wyatt | 4. Apr. 2024  | 28. März 2024  |
| 26         | 6         | Auf nach Mysterium!               | To Mysterium               | Shane Poettcker              | Eugene Son                      | 4. Apr. 2024  | 2. Apr. 2024   |
| 27         | 7         | Der dritte Drachenzahn-Ninja      | Fugitive From Madness      | Daniel Ife                   | Kevin Burke & Chris „Doc“ Wyatt | 4. Apr. 2024  | 3. Apr. 2024   |
| 28         | 8         | Geheimnisse in Wyldness           | Secrets of the Wyldness    | Shane Poettcker              | Liz Hara                        | 4. Apr. 2024  | 4. Apr. 2024   |
| 29         | 9         | Der Wald der Geister              | The Forest of the Spirits  | Daniel Ife                   | Kevin Burke & Chris „Doc“ Wyatt | 4. Apr. 2024  | 5. Apr. 2024   |
| 30         | 10        | Das Blutmondritual                | Rising Ninja               | Shane Poettcker              | Kevin Burke & Chris „Doc“ Wyatt | 4. Apr. 2024  | 5. Apr. 2024   |
| Teil 2     |           |                                   |                            |                              |                                 |               |                |
| 31         | 11        | Der Quelldrache der Bewegung      | The Shape of Motion        | Daniel Ife                   | Kevin Burke & Chris „Doc“ Wyatt | 26. Juli 2024 | 1. Okt. 2024   |
| 32         | 12        | Einladung zum Turnier der Quellen | Enter the City of Temples  | Shane Poettcker              | Liz Hara                        | 26. Juli 2024 | 2. Okt. 2024   |
| 33         | 13        | Das Festmahl vor dem Turnier      | They Gather for the Feast  | Daniel Ife                   | Kevin Burke & Chris „Doc“ Wyatt | 26. Juli 2024 | 4. Okt. 2024   |
| 34         | 14        | Alte und neue Verbindungen        | Inside the Maze            | Shane Poettcker              | Eugene Son                      | 26. Juli 2024 | 7. Okt. 2024   |
| 35         | 15        | Zusammenhalt und Zweifel          | United We Fall             | Daniel Ife                   | Tanya Yuson                     | 26. Juli 2024 | 8. Okt. 2024   |
| 36         | 16        | Wahrheit und Lügen                | Truth and Lies             | Shane Poettcker              | Kevin Burke & Chris „Doc“ Wyatt | 26. Juli 2024 | 9. Okt. 2024   |
| 37         | 17        | Das Schwert                       | The Sword Shatters         | Daniel Ife                   | Glen Lakin                      | 26. Juli 2024 | 10. Okt. 2024  |
| 38         | 18        | Hinweise und Verdächtige          | Clues and Suspects         | Shane Poettcker              | Liz Hara                        | 26. Juli 2024 | 11. Okt. 2024  |
| 39         | 19        | Das letzte Spiel                  | The Final Game             | Daniel Ife                   | Eugene Son                      | 26. Juli 2024 | 14. Okt. 2024  |
| 40         | 20        | Elemente des Verrats              | Elements of Betrayal       | Shane Poettcker              | Kevin Burke & Chris „Doc“ Wyatt | 26. Juli 2024 | 15. Okt. 2024  |

## Reguläre Lego-Sets zur Staffel
Die zweite Staffel erhielt insgesamt 19 Sets, die über die erste Hälfte des Jahres 2024 in drei Wellen verteilt erschienen sind.

### Welle 1
Die erste Erscheinungswelle der Sets zur zweiten Staffel erschien international im Januar 2024. Sie ist eher an der Kurzfilm-Reihe The Elemental Mechs angelehnt.
| Name                    | Lego-Artikelnummer | Teile | Preis (UVP) |
| ----------------------- | ------------------ | ----- | ----------- |
| Arins Battle Mech       | 71804              | 104   | 14,99 €     |
| Jays Battle Mech        | 71805              | 78    | 9,99 €      |
| Coles Erdmech           | 71806              | 235   | 19,99 €     |
| Soras Technikmech       | 71807              | 209   | 19,99 €     |
| Kais Feuermech          | 71808              | 232   | 29,99 €     |
| Egalt der Meisterdrache | 71809              | 532   | 69,99 €     |

### Welle 2
Die zweite Erscheinungswelle der Sets zur zweiten Staffel erschien international im März 2024.
| Name                       | Lego-Artikelnummer | Teile | Preis (UVP) |
| -------------------------- | ------------------ | ----- | ----------- |
| Riyu der Babydrache        | 71810              | 132   | 14,99 €     |
| Arins Ninja-Geländebuggy   | 71811              | 267   | 49,99 €     |
| Kais Ninja-Kletter-Mech    | 71812              | 623   | 69,99 €     |
| Wolfsmasken-Dojo           | 71813              | 1190  | 119,99 €    |
| Kais Quelldrachen-Duell    | 71815              | 120   | 37,99 €     |
| Lloyds Elementarkraft-Mech | 71817              | 253   | 19,99 €     |
| Drachenstein-Tempel        | 71819              | 1212  | 119,99 €    |

### Welle 3
Die dritte Erscheinungswelle der Sets zur zweiten Staffel erschien international im Juni 2024.
| Name                        | Lego-Artikelnummer | Teile | Preis (UVP) |
| --------------------------- | ------------------ | ----- | ----------- |
| Turnier-Tempelstadt         | 71814              | 3489  | 249,99 €    |
| Zanes Eismotorrad           | 71816              | 84    | 9,99 €      |
| Turnier-Arena               | 71818              | 659   | 49,99 €     |
| Kombi-Raupe des Ninja-Teams | 71820              | 576   | 79,99 €     |
| Coles Titandrachen-Mech     | 71821              | 1055  | 99,99 €     |
| Quelldrache der Bewegung    | 71822              | 1716  | 149,99 €    |

### Episoden
1. ↑  Ninjago: Aufstieg der Drachen, Staffel 2, Episode 1: „Der Blutmond“
2. ↑  Ninjago: Aufstieg der Drachen, Staffel 2, Episode 2: „Gong der Zerstörung“
3. ↑  Ninjago: Aufstieg der Drachen, Staffel 2, Episode 3: „Jenseits der Vision“
4. ↑  Ninjago: Aufstieg der Drachen, Staffel 2, Episode 4: „Die Macht aus dem Osten“
5. ↑  Ninjago: Aufstieg der Drachen, Staffel 2, Episode 5: „Eine echte Familie“
6. ↑  Ninjago: Aufstieg der Drachen, Staffel 2, Episode 6: „Auf nach Mysterium!“
7. ↑  Ninjago: Aufstieg der Drachen, Staffel 2, Episode 7: „Der dritte Drachenzahn-Ninja“
8. ↑  Ninjago: Aufstieg der Drachen, Staffel 2, Episode 8: „Geheimnisse in Wyldness“
9. ↑  Ninjago: Aufstieg der Drachen, Staffel 2, Episode 9: „Der Wald der Geister“
10. ↑  Ninjago: Aufstieg der Drachen, Staffel 2, Episode 10: „Das Blutmondritual“
11. ↑  Ninjago: Aufstieg der Drachen, Staffel 2, Episode 11: „Der Quelldrache der Bewegung“
12. ↑  Ninjago: Aufstieg der Drachen, Staffel 2, Episode 12: „Einladung zum Turnier der Quellen“
13. ↑  Ninjago: Aufstieg der Drachen, Staffel 2, Episode 13: „Das Festmahl vor dem Turnier“
14. ↑  Ninjago: Aufstieg der Drachen, Staffel 2, Episode 14: „Alte und neue Verbindungen“
15. ↑  Ninjago: Aufstieg der Drachen, Staffel 2, Episode 15: „Zusammenhalt und Zweifel“
16. ↑  Ninjago: Aufstieg der Drachen, Staffel 2, Episode 16: „Wahrheit und Lügen“
17. ↑  Ninjago: Aufstieg der Drachen, Staffel 2, Episode 17: „Das Schwert“
18. ↑  Ninjago: Aufstieg der Drachen, Staffel 2, Episode 18: „Hinweise und Verdächtige“
19. ↑  Ninjago: Aufstieg der Drachen, Staffel 2, Episode 19: „Das letzte Spiel“
20. ↑  Ninjago: Aufstieg der Drachen, Staffel 2, Episode 20: „Elemente des Verrats“